# Daniela Dondi
Daniela Dondi (Modena, 12 gennaio 1962) è una politica italiana.

## Biografia
Nata a Modena, si laurea presso l'Università degli Studi di Modena il 25 novembre 1986 con votazione 96/110. Dal 1990 esercita la professione forense sempre in ambito civilistico, ricoprendo dal 1998 la carica di consigliere dell'Ordine forense di Modena e dal 2015 quella di presidente dell'Ordine degli avvocati di Modena. Dal 2005 al 2009 è stata rappresentante del C.U.P. (Comitato Unitario delle Professioni) Provinciale di Modena nella Commissione Pari Opportunità della Provincia di Modena (2005-2009).

## Attività politica
Si avvicina alla politica con Fratelli d'Italia alle elezioni regionali in Emilia-Romagna del 2020, venendo candidata consigliere regionale per la provincia di Modena ma non risultando eletta con 362 preferenze.
Alle elezioni politiche del 2022 viene eletta alla Camera dei Deputati nel collegio uninominale Emilia-Romagna - 04 (Modena) per il centrodestra (in quota Fratelli d'Italia), ottenendo il 37,44% e sconfiggendo a sorpresa Aboubakar Soumahoro del centrosinistra (36,01%) e Stefania Ascari del Movimento 5 Stelle (11,05%).